# 佐々木崇暉
佐々木 崇暉（ささき しゅうき、1944年 - ）は、日本の経済学者（地域経済学）。静岡県立大学名誉教授、静岡文化芸術大学名誉教授。
静岡県立大学短期大学部文化教養学科教授、静岡県立大学短期大学部部長、静岡文化芸術大学文化政策学部教授、静岡文化芸術大学文化政策学部学部長などを歴任した。

## 概要
地域経済学を専攻する経済学者である。地域経済学の観点から、大量生産・大量消費の問題点を指摘し、平成不況以降の日本経済のルール・制度・慣行の限界性を論じた。静岡県立大学、静岡文化芸術大学などで教鞭を執った。

## 来歴
1944年（昭和19年）に生まれた。
静岡県により設置・運営される静岡県立大学に採用され、1990年（平成2年）4月に短期大学部の教授として着任した。短期大学部においては文化教養学科で教鞭を執った。学内では要職を歴任しており、1997年（平成9年）4月から1999年（平成11年）3月にかけては学生部の部長を兼務していた。また、1999年（平成11年）4月から2000年（平成12年）3月にかけて、短期大学部の教員のトップである部長を兼務していた。なお、短期大学部の文化教養学科と食物栄養学科は2001年（平成13年）3月末日に廃止され、それに伴い浜松キャンパスも閉鎖されることが決まっていたことから、短期大学部の部長として33名の教員の再就職などに尽力した。2000年（平成12年）3月に静岡県立大学を退職した。これまでの功績に鑑みて、2000年（平成12年）5月26日の静岡県立大学評議会の承認により、名誉教授の称号が授与されることになった。
2000年（平成12年）、同名の学校法人により静岡文化芸術大学が新設された。この大学は、静岡県立大学短期大学部浜松キャンパスの流れを受け継ぐものである。それに伴い、静岡文化芸術大学に採用され、文化政策学部の教授に就任した。文化政策学部においては、主として文化政策学科の講義を担当していた。学内では要職を歴任しており、文化政策学部の学部長も兼務していた。退職後、これまでの功績に鑑みて、2010年（平成22年）10月に名誉教授の称号が授与されている。
そのほか、公的な役職も兼任していた。浜松市史編さん執筆委員会では副委員長を務めており、浜松市中区選挙管理委員会では委員長に就任した。

## 研究
専門は経済学であり、特に地域経済学といった分野の研究に従事していた。具体的には、平成不況以降の日本経済について、大量生産や大量消費を前提とした体制が行き詰っていると指摘し、詳細な分析や考察により日本経済のルール・制度・慣行の限界性について理論的に解明した。また、浜松市の楽器産業について研究していた。楽器産業の経営組織・生産組織・労使関係の特徴や、行動戦略、企業内地域間分業の調査を行い、浜松市の経済や産業に構造化されていく過程やその後の変容について明らかにした。また、浜松市の産業創出には報徳思想が大きく影響していると指摘している。江戸時代末期から明治にかけて血縁、地縁、報徳思想の3つのネットワークが形成されており、報徳思想に感化された豪農や豪商が浜松市の産業創出に大きな役割を果たしたと分析している。1893年（明治26年）時点で日本の銀行は625行に達していたが、そのうち93行が静岡県で設立されており、企業数は全都道府県中一位となっていた。特に旧遠江国には41行が集中し「銀行王国・遠州」と呼ばれていたが、これは他者に投資し共同体を成長させる報徳思想が背景にあると述べている。

## 人物
静岡県立大学短期大学部の浜松キャンパスについて「比較的恵まれた環境の中で『大学らしい大学』という伝統を築きあげてきました」と述べており、その例として学内運営が極めて民主的であったこと、教職員と学生との間の距離が近かったこと、「いい意味での『教養主義』」が根付いていたこと、などを挙げている。そのうえで「この良き伝統は、必ずや静岡校や静岡文化芸術大学に引き継がれていくものと確信しています」と結んでいる。

## 略歴
- 1944年 - 誕生[2]。
- 1990年 - 静岡県立大学短期大学部文化教養学科教授[1]。
- 1997年 - 静岡県立大学学生部部長[1]。
- 1999年 - 静岡県立大学短期大学部部長[1]。
- 2000年 - 静岡県立大学退職[1]。
- 2000年 - 静岡文化芸術大学文化政策学部教授。
- 2000年 - 静岡県立大学名誉教授[4]。
- 2010年 - 静岡文化芸術大学退職。
- 2010年 - 静岡文化芸術大学名誉教授[6]。

## 著作

### 単著
- 佐々木崇暉著『地域の産業と経済理論――青森県から捉えた地域経済論』アクセス21、1993年。NCID BN10375774

### 共著
- 浜松地域産業研究会著『遠州綿織物産地の展開と再編――その歴史的発展過程を踏まえて――中間報告書』静岡文化芸術大学佐々木研究室、2003年。NCID BA8362071X

### 編纂
- 佐々木崇暉編集『浜松地域における中小楽器メーカーの実態』静岡県立大学短期大学部経済研究室。NCID BB04720862

### 註釈
1. ↑  静岡県立大学は、2007年に静岡県から静岡県公立大学法人に移管された。
2. ↑  静岡県立大学短期大学部は、2007年に静岡県から静岡県公立大学法人に移管された。
3. ↑  静岡文化芸術大学は、2010年に学校法人静岡文化芸術大学から公立大学法人静岡文化芸術大学に移管された。